# Nieuport-Delage NiD.29
Le Nieuport-Delage NiD.29 est un avion militaire français de l'entre-deux-guerres. Ce monoplace de chasse fut développé durant la dernière partie de la Première Guerre mondiale par Gustave Delage. Aboutissement d’une lignée de prototypes dérivés du Nieuport 28 et premier Nieuport équipé d’un moteur en ligne, c’est le premier avion de combat français à avoir été mis en service en temps de paix. Produit à plus de 2 000 exemplaires soit en France soit sous licence à l’étranger, il évita à la firme Nieuport-Astra de disparaître au moment où les commandes militaires se raréfièrent.

## Une longue série de prototypes
Au cours de l’été 1917 Gustave Delage entreprit le développement d’un nouveau biplan de chasse monoplace devant atteindre 220 km/h en charge. Destiné à remplacer le Nieuport 28, dont il conservait sensiblement la voilure, le nouveau monoplace se distinguait par un fuselage de construction monocoque en bois. Des cadres en contreplaqué épais recevaient les attaches des longerons de voilure, les fixations du train d’atterrissage et des mâts de voilure. Ils recevaient également les longerons supportant un revêtement en feuilles de tulipier contrecollées. La cabine était simplifiée et l’empennage entièrement redessiné. 
Deux prototypes furent réalisés avec des moteurs en étoile différents : un moteur Gnôme 9N Monosoupape de 165 ch et un Le Rhône 9R de 170 ch. Ces moteurs, qui n’étaient pas encore en production, ne permirent pas d’obtenir des performances supérieures à celles du Nieuport 28.
Un nouveau prototype prit l’air en novembre 1917. Équipé d’un moteur rotatif Clerget 11F de 200 ch, il se distinguait par une voilure de 21 m2, le plan inférieur affichant un dièdre plus important que le plan supérieur. Pesant 850 kg en charge avec deux mitrailleuses Vickers, il fut chronométré à 200 km/h à 4 000 m, une altitude atteinte en 12 minutes. La capacité des moteurs en étoile semblait avoir atteint ses limites et Gustave Delage dut donc se résoudre à rechercher d’autres solutions. 
Le premier Nieuport équipé d’un moteur à refroidissement par eau ressemblait à un Nieuport 28 : même fuselage au maître-couple circulaire, atterrisseur et empennage identiques, une voilure à corde constante et saumons arrondis, mais un entreplan plus large, le plan supérieur étant reporté nettement au-dessus du fuselage. Le moteur Lorraine-Dietrich 8Bd, un huit cylindres en V de 240 ch, entraînait une hélice quadripale, et le radiateur était placé entre les têtes de cylindres, soigneusement carénées. Ce prototype débuta ses essais en octobre 1917 et confirmèrent que Gustave Delage travaillait dans la bonne direction, mais ils furent rapidement suspendus, une version plus opérationnelle étant espérée pour janvier 1918.
Un nouveau prototype prit l’air en février 1918 avec un moteur Lorraine-Dietrich 8Bd modifié de 275 ch, une voilure affichant une légère flèche et un entreplan sensiblement réduit. Des ailerons à compensation aérodynamique équipaient plan supérieur et plan inférieur et le radiateur était noyé dans le plan supérieur, très certainement pour favoriser le champ de vision du pilote. 
Début 1918 volait un troisième monoplace Nieuport à moteur en ligne, équipé cette fois d’un Hispano-Suiza 8Fb de 300 ch. Des essais comparatifs avec son prédécesseur eurent lieu entre mars et mai 1918. À surface portante égale (21 m2), le nouveau prototype affichait un poids à vide plus élevé (867 kg contre 535 kg) mais des performances plus élevées : 224 km/h à 1 000 m d’altitude contre 201 km/h. S’il mettait 30 secondes de plus pour atteindre 1 000 m, l’avantage s’inversait rapidement : Il fallait 26 min 44 s pour atteindre 5 000 m avec un moteur Lorraine, 18 min 40 s seulement avec un Hispano.

## Le programme des Avions nouveaux
En mai 1918 le Service technique de l'aéronautique (STAé) établit un cahier des charges pour un nouveau chasseur monoplace : Le futur appareil devait atteindre 240 km/h à 3 000 m d’altitude, encaisser un facteur de charge de 5,5 et pouvoir atteindre 7 500 m avec deux mitrailleurs synchronisées de capot ou 7 000 m avec un canon.
Pour répondre à ce nouveau concours Gustave Delage et André Mary combinèrent ce qui leur paraissait le plus réussi dans les prototypes testés en 1917 et début 1918. On retint donc le fuselage de construction monocoque, robuste et très aérodynamique, associé à un moteur Hispano-Suiza 8Fb et à une voilure de 24,6 m2 à saumons droits et mâture réduite (Une seule paire de mâts d’entreplan de chaque côté). Les radiateurs étaient suspendus sous le plan inférieur et l’empennage vertical présentait une forme très arrondie.
En juillet 1918 le prototype Nieuport Nie.29 (C/n 12001) fut livré au STAé pour essais comparatifs avec les SPAD S.XXI, Sopwith Dolphin et Martinsyde F.4 Buzzard, tous équipés du même moteur Hispano. Chronométré à 218 km/h à 2 000 m, le Nieuport était le plus rapide, mais prenait nettement moins rapidement de l’altitude en raison de son poids : 18 min 40 s pour atteindre 5 000 m contre 16 min 38 s au Martinsyde. 
Pour améliorer les performances en montée le blindage du réservoir perdit 20 kg, la masse maximale en charge fut réduite de 42 kg, la charge alaire réduite en portant la surface alaire à 26,84 m2, ce qui entraînait l’ajout de deux mâts d’entreplan de chaque côté du fuselage. La dérive prenait une forme plus anguleuse, les radiateurs originaux étaient remplacés par des radiateurs Lamblin, de forme cylindrique et des ailerons étaient ajoutés au plan inférieur. Avec 236 km/h au niveau de la mer et un temps de montée à 5 000 m ramené à 13 min 26 s, le second prototype (C/n 12002) s’imposa très nettement en septembre 1918, mais les essais furent alors suspendus, un incident rendant nécessaire des renforcements de structure : Une traverse fut ajoutée derrière le moteur, les goussets des mâts d’entreplan renforcés, les ailerons du plan inférieur dotés d’une compensation aérodynamique et la surface de la dérive augmentée.
La signature de l’Armistice, le 11 novembre 1918, ralentit l’achèvement du troisième prototype (c/n 12003), dont les essais en vol ne furent réalisés qu’en mai 1919 et se révélèrent décevants. Ainsi modifié le monoplace grimpait à nouveau moins vite que le Martinsyde et sa vitesse ne dépassait plus celle du SPAD S.XXI. Par contre il offrait une excellente visibilité, était agréable à piloter, répondant franchement, et surtout il grimpait plus haut que ne le demandait le cahier des charges : Le 14 juin 1919 le Lt Casale atteignait 9 123 m.
Début 1920 l’Aviation militaire française en pleine réorganisation décida le remplacement de tous ses chasseurs monoplaces issus de la Première Guerre mondiale par le NiD-29 C1. 300 exemplaires furent donc immédiatement commandés. Les appareils de série se distinguaient des prototypes par un fuselage plus pointu à l’avant et une modification de la tuyauterie du système de refroidissement. Les premiers appareils furent mis en service en 1922 et 400 exemplaires supplémentaires furent commandés en 1925. L’usine Nieuport-Astra d’Issy-les-Moulineaux ne pouvant réaliser une telle commande, à laquelle s’ajoutaient des commandes à l’exportation, dans les délais requis, une partie de la production fut sous-traitée à Levasseur (Paris), Blériot-SPAD (Suresnes), Letord (Meudon), Schreck-FBA (Argenteuil), Farman (Billancourt), Potez (Aubervilliers) et Buscaylet (Paris). Cette sous-traitance ne se fit pas sans quelques problèmes, ces entreprises ne disposant pas toujours de la main d’œuvre qualifiée pour le mode de construction spécifique du fuselage monocoque en bois. Des licences de production furent concédées en Italie, Belgique et au Japon, le total construit ayant peut-être avoisiné les 1 250 exemplaires.

## Description
Le Nieuport-Delage NiD-29 était un biplan monoplace à ailes égales décalées. Le fuselage à structure monocoque était réalisé en collant à chaud en spirale des bandes de bois de tulipier de 50 mm de large et 0,8 mm d’épaisseur sur un gabarit incluant les surfaces fixes de l’empennage. 6 couches croisées à 90° permettaient d’obtenir une épaisseur de 5,4 mm à l’avant, trois couches seulement ramenant l’épaisseur à 2,7 mm à l’arrière et au niveau des empennages. 16 longerons en épicéa et quatre cadres en contreplaqué de 10 mm d’épaisseur situés au niveau des attaches de voilure et du train renforçaient l’ensemble, qui était recouvert d’une toile et d’une laque cellulosique. Tenu par deux longerons verticaux et deux longerons horizontaux supportant également le siège du pilote, le moteur 8 cylindres en V Hispano-Suiza 8Fb de 300 ch était refroidi par eau au moyen de deux radiateurs Lamblin montés sous le plan inférieur, entre les jambes du train d’atterrissage. Un réservoir d’huile de 22 litres était situé sous le moteur et un réservoir de carburant de 147 litres installé entre le moteur et le pilote. 
Chaque plan, rectangulaire à extrémité arrondie, reposait sur deux longerons en épicéa espacés de 65 cm au moyen de nervures en contreplaqué (26 de chaque côté au plan supérieur, 27 au plan inférieur), l’ensemble étant raidi par de la corde à piano. Le profil était tenu par une feuille de contreplaqué entre le bord d’attaque en épicéa et le longeron avant et l’ensemble recouvert comme le fuselage d’une toile de lin vernissée. Deux paires de mâts profilés en épicéa supportaient l’entreplan de chaque côté du fuselage, les plans supérieurs étant liés par des ferrures supportant également les mâts en V inversés formant la cabane. Le plan inférieur recevait des ailerons à compensation aérodynamique. Toutes les surfaces mobiles étaient réalisées autour d’une structure en bois entoilée, un compensateur en aluminium, ajustable au sol équipant les gouvernes de profondeur et de direction.
Le train d'atterrissage comportait deux jambes fortes en V, amorties par interposition de blocs de caoutchouc et reliées par un axe supportant des roues équipées de pneumatiques 700 × 100 mm.
Cet avion recevait comme armement deux mitrailleuses Vickers synchronisées de capot de 7,7 mm, dont la fixation dut être modifiée en cours de production, leur utilisation ayant tendance à gauchir l’avant du fuselage. Elles furent finalement installées dans un carénage métallique. De même pour permettre au pilote de disposer d’un parachute, ce qui constituait une première pour un avion français, il fut nécessaire de modifier le dessin du cockpit et de relever le pare-vent.

## Les versions militaires
- Nieuport-Delage NiD.29B-1 : Un petit nombre de NiD.29C-1 furent modifiés pour pouvoir emporter 8 ou 10 bombes de 10 kg sous voilure[8] et utilisés au Maroc en 1925 par l’Aviation militaire française comme appareils de coopération et d’appui contre la guérilla.

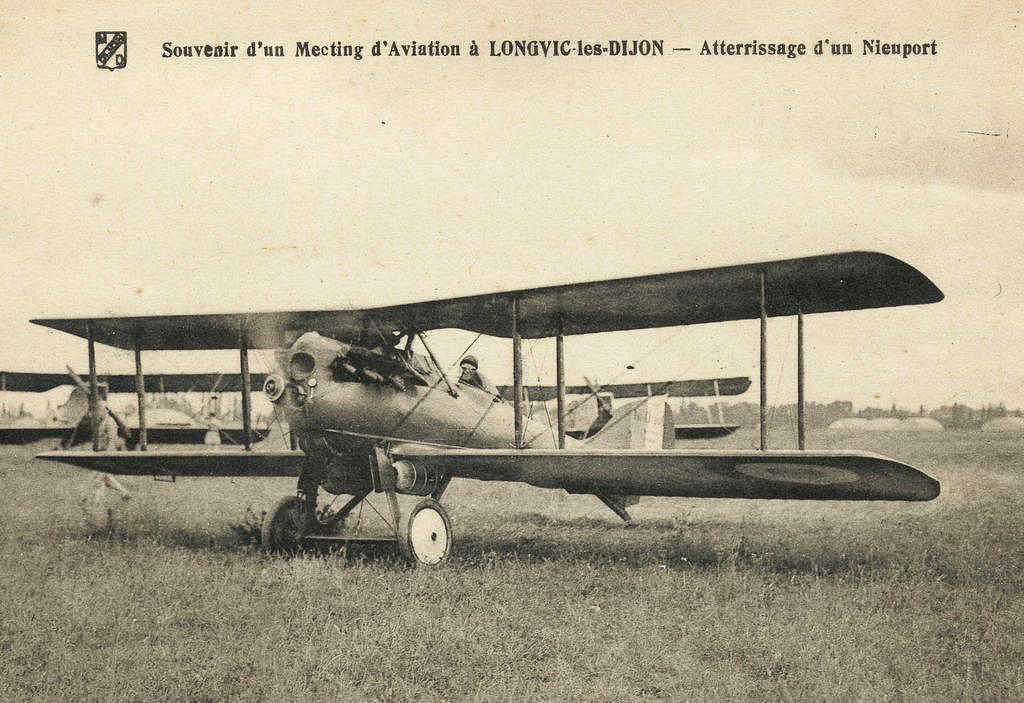
Nieuport-Delage NiD.29 C1

- Nieuport-Delage NiD.29 C1Nieuport-Delage NiD.29C-1 : Monoplace de chasse standard de l’aviation militaire française durant les années 1920. Robuste et équipé d’un moteur fiable, cet avion avait bonne réputation malgré quelques défauts. En particulier le champ de vision du pilote restait limité. Un rapport de l’Inspection générale de l’aéronautique daté du 26 novembre 1923[5] indiquait que le recul des armes pouvait fausser le fuselage avant, rendant imprécise la visée. Enfin et surtout le NiD-29 était incapable d’intercepter un Breguet XIX, équipé d’un moteur de 450 ch.

- Nieuport-Delage NiD.29ET-1 : Monoplace d’entraînement avancé à la chasse répondant à nouveau à un programme de l’Aviation militaire française, ce biplan ne disposait que d’un moteur Hispano-Suiza de 180 ch. Reconnaissable à un capot moteur plus bas et à l’absence d’armement, il affichait sur la balance 970 kg en charge, une vitesse de 186 km/h à 4 000 m et un plafond de 6 000 m. Cet appareil fut comparé aux Blériot-SPAD S.72, Caudron C.77, Hanriot HD.27 et un monoplan Gourdou-Leseurre[8]. Il remporta la compétition et 100 exemplaires furent construits sous licence par SABCA, au profit de la France comme de la Belgique.

- Nieuport-Delage NiD.29bis : Le Salon aéronautique de Paris en décembre 1922 fut pour Nieuport-Astra l’occasion de présenter diverses évolutions du NiD.29C-1, dont ce chasseur à basse altitude. Il se distinguait du NiD.29C-1 par une envergure réduite à 8 m, la surface alaire passant de 26,8 à 21 m2. Aucune commande ne devait se matérialiser.

- Nieuport-Delage NiD.40C-1 : Dès janvier 1919 un NiD.29C-1 (No 12010) fut prélevé sur chaine et équipé d’un compresseur Rateau pour améliorer les performances en altitude du biplan et tenter d’établir un nouveau record du monde. La cellule n’était pas modifiée, mais des radiateurs Lamblin plus importants furent montés, entrainant une modification des jambes du train d’atterrissage, la cabane renforcée et, bien entendu, le bâti-moteur modifié pour adapter le compresseur. Durant les essais le pilote Jean Casale atteignit 9 150 m le 28 mai, puis 9 259 m le 7 juin 1919 et finalement 9 520 m le 14 juin. Ce record tiendra jusqu’au 27 février 1920.
Le prototype fut ensuite remis à l’aviation militaire pour essais officiels. Le 19 mars 1920 le lieutenant Weiss fut victime d’une rupture d’hélice à 7 000 m d’altitude. Après une descente de 38 secondes, il parvint à reprendre le contrôle de son biplan à 3 400 m malgré la perte d’une partie de la gouverne de profondeur[9]. Le 24 juin 1921 le pilote d’usine Georges Kirsch atteignit 9 800 m (record non officiel). Il redécolla donc le 15 juillet pour atteindre 10 600 m. Le 27 février précédent l’Américain Schroeder avait dépassé Jean Casale en atteignant 10 093 m sur un Packard-Lepère mais le record de Kirsch ne fut pas homologué : décollant du Bourget, il s’était posé à Montmirail. Or le règlement de la Fédération aéronautique internationale (FAI) était formel : décollage et atterrissage devaient avoir lieu au même endroit[10].
En 1921 le STAé lança un concours pour un intercepteur à haute altitude, donc capable d’opérer à plus de 7 000 m avec un plafond de 9 000 m. Nieuport proposa donc une version du Nieuport 29 bénéficiant des essais de son prototype d’altitude : Le capot moteur était redessiné, s’inclinant vers le bas pour offrir une meilleure visibilité au pilote, le fuselage était allongé de 30 cm et la gouverne de direction adoptait un dessin plus pointu. Désigné NiD.40C-1, ce chasseur devait surtout recevoir un compresseur Rateau, dont le développement fut retardé, ce qui entraina l’abandon du prototype[11].

- Nieuport-Delage NiD.40R : Fin 1921 le sous-secrétaire d'État à l’Air Laurent Eynac, offrit trois prix de 50 000 francs pour récompenser tout constructeur français obtenant des performances remarquables dans le domaine de l’aviation[9]. Nieuport décida de s’attaquer au record d’altitude en réalisant un appareil dérivé du NiD.40C-1, dont le fuselage fut conservé et associé à une voilure entièrement nouvelle, offrant une envergure de 14 m pour une surface de 34 m2. Seul le plan inférieur présentait un dièdre et l’entreplan était réduit et tenu par les mâts en aluminium. L’empennage était légèrement agrandi, les jambes du train allongées pour permettre l’emploi d’une hélice Régy d’un plus grand diamètre et les amortisseurs supprimés pour gagner du poids[9]. Cet appareil pesait 746 kg à vide et 980 kg en charge avec un réservoir dont la capacité était limitée à 80 kg. Il était tracté par un moteur Hispano-Suiza 8Fb compressé délivrant 400 ch à 2 000 tr/min.
Piloté par Joseph Sadi-Lecointe, qui s’était acclimaté aux conditions de température et de pression à 12 000 m dans une chambre de décompression, le NiD.40R (R pour record) débuta ses essais fin juillet 1923, montant progressivement de plus en plus haut. Le 1er août 1923 il décollait de Villacoublay pour atteindre 10 800 m selon le barographe. Mais après vérification de celui-ci l’altitude fut ramenée à 10 127 m. Le 5 septembre l’altitude de 10 741 m fut reconnue. Trois jours plus tard 10 772 m étaient officiellement atteints et le 30 octobre Sadi-Lecointe parvenait à atteindre 11 145 m au-dessus d’Issy-les-Moulineaux. Ce record absolu enregistré par la FAI (Ballons et aéronefs) devait tenir quatre ans[12]. Renvoyé en usine, le NiD.40R reçut ensuite une paire de flotteurs. Décollant le 11 mars 1924 de la Seine, Sadi-Lecointe atteignait 8 980 m, nouveau record d’altitude pour hydravions.

- Nieuport-Delage Ni DC-1 : Présenté aux côtés du NiD.29bis au Salon aéronautique de Paris en décembre 1922, ce chasseur à très haute altitude était annoncé comme une évolution du NiD.40C-1. Le Ni DC-1 ‘Cellule 1923’ était un Nieuport 29 dont la voilure gagnait 10 cm en envergure et 10 cm en profondeur. La voilure passait donc de 16,8 à 19,8 m2, ce qui ramenait la charge alaire à 40 kg/m2 (Ray Sanger p. 168). Puis la gouverne de direction était modifiée, gagnant en hauteur ce qu’elle perdait en profondeur. Ce prototype, qui ne put pas plus disposer du compresseur Rateau que le NiD.40C-1, fut présenté à Madrid en mars 1923, mais les Espagnols lui préférèrent le NiD.29.

- Nieuport-Delage NiD.M : Deux prototypes de chasseurs équipés de flotteurs (M pour Marine) furent réalisés fin 1918. L’un d’entre deux fut rebaptisé NiD.32Rh[13].

## Les hydravions de course Nieuport-Delage 29
Deux Nieuport-Delage 29 furent modifiés en hydravions de course pour participer aux épreuves du Trophée Schneider disputé le 19 septembre 1919 à Bournemouth, en Grande-Bretagne. Portant le numéro de course « 2 », le premier avait une voilure réduite en envergure ramenant sa surface à 22 m2 et des flotteurs à simple redan assez longs pour le dispenser d’un flotteur arrière. Portant le numéro de course « 4 », le second conservait la voilure standard du NiD.29 et reposait sur deux flotteurs courts et un flotteur arrière. Victime de la météo et d’une gestion désastreuse de l’évènement, l’édition 1921 de la Coupe Schneider fut annulée, mais les Nieuport n’eurent pas de chance durant leur préparation : durant les essais effectués début septembre à Argenteuil Jean Casale, pilotant le No 2, endommagea ses flotteurs au cours d’un atterrissage brutal pour éviter un pont. Gagnant Cowes le 7 septembre malgré un épais brouillard sur la Manche, il heurta une bouée à l’atterrissage sur la rivière Medina. Partiellement submergé, le Nieuport fut réparé par S.E.Saunders, un moteur et de nouveaux flotteurs ayant été envoyés en urgence de France, mais un problème d’étanchéité l’obligea à s’échouer sur la plage de Bournemouth avant de prendre le départ pour éviter de couler. 
De son côté H. Mallard endommagea gravement le No 4 durant les essais en percutant une pile de pont lors d’un atterrissage à la tombée de la nuit. Parti d’Argenteuil en compagnie de Jean Casale le 7 septembre, il fit une escale au Havre puis, victime d’une panne de moteur, fut contraint à l’atterrissage en haute mer à 80 km des côtes françaises. Après une nuit passée en mer, il fut heureusement récupéré par un navire britannique.
Un autre Nieuport 29 fut inscrit pour la Coupe Schneider disputée en 1920 à Monaco avec le numéro de course « 25 », mais Sadi-Lecointe ne prit pas le départ. C’est probablement sur le même appareil, immatriculé F-ABAV, que Sadi-Lecointe participa début septembre à Anvers aux compétitions aériennes organisées en marge des Jeux olympiques d'été de 1920, remportant la course de vitesse. Participant enfin à la Coupe Schneider organisée en 1921 à Venise, Sadi-Lecointe brisa une barre maintenant l’écartement des flotteurs de son appareil. Les flotteurs se relevèrent et la voilure se brisa.

## Les Nieuport-Delage NiD.29V

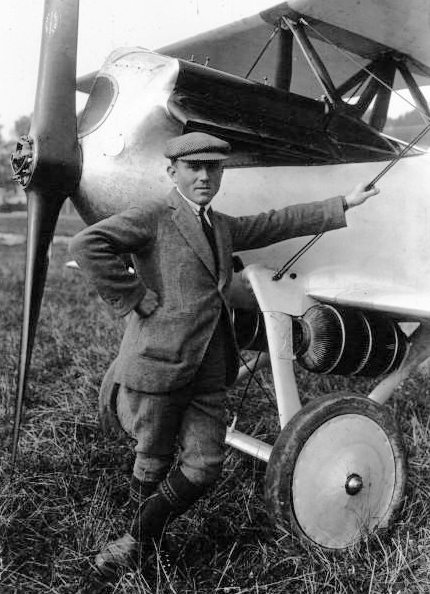
L'aviateur français Georges Kirsch (1892-1969) à côté de son Nieuport-Delage NiD.29 en 1920.

Nieuport engagea deux appareils pour la première Coupe Deutsch de la Meurthe disputée après la Première Guerre mondiale, un monoplan et un NiD-29 modifié qui fut confié à Bernard Barny de Romanet. Pour gagner du poids l’armement fut bien entendu supprimé, mais les réservoirs furent également modifiés, leur capacité étant réduite au nécessaire à la course, l’envergure ramenée à 6 m, soit une surface portante de 13 m2, le moteur réalésé pour développer 320 ch à 1 980 tr/min. Enfin le radiateur Lamblin situé à droite fut remplacé par un radiateur rectangulaire positionné au-dessus du moteur entre les rangées de têtes de cylindres. Affublé d’une peinture noire brillante et du numéro de course « 6 », le NiD.29V (pour vitesse) fut chronométré à 268 km/h le 23 octobre 1919, durant le premier tour de circuit. Mais la météo se dégradant rapidement, la course fut alors interrompue et ajournée. Elle fut finalement disputée le 24 janvier 1920. Sadi-Lecointe, qui avait été engagé par Blériot pour participer à cette épreuve sur un SPAD S.XX, ayant rejoint Nieuport-Astra durant cet intervalle, c’est à lui que fut confié le NiD.29V. Il remporta la course, finissant seul à 266,31 km/h. Le 1er février 1920 Sadi-Lecointe annonçait ses intentions en portant le record du monde de vitesse à 275,862 km/h, record qui tiendra trois semaines avant d’être battu par Jean Casale sur SPAD S.XX.
Deux Nieuport 29V furent engagés dans la Coupe Gordon Bennett dont les épreuves débutèrent le 25 septembre 1920. Par rapport aux appareils engagés dans les compétitions en 1919 on notait un empennage plus anguleux, un capotage moteur plus aérodynamique et le retour aux deux radiateurs Lamblin. Mais avec un taux de compression de 4,7 les moteurs ne développaient guère plus de 260 ch. Enfin l’avion de Georges Kirsch (numéro de course « 11 ») conservait une voilure de 13 m2 tandis que celui de Sadi-Lecointe (Numéro de course « 10 ») vit sa surface ramenée à 12,3 m2, puis 11 m2 durant les essais préliminaires à l’épreuve. Soit une envergure de 5,46 m. Or les essais montrèrent que la vitesse chutait de 30 km/h dans cette configuration. Le pilote décida donc de conserver un plan supérieur de 5,46 m mais de revenir à une envergure de 6 m au plan inférieur. Enfin les deux appareils étaient peints en blanc, se distinguant, outre leur numéro de course, par la couleur de l’empennage, bleu pour l’un et rouge pour l’autre.
Sadi-Lecointe, chronométré à 279 km/h durant les épreuves éliminatoires, remporta la course avec une vitesse moyenne de 271,5 km/h, devant le SPAD XXbis de de Romanet. Kirsch ne termina pas, moteur noyé. Il s’agissait de la troisième victoire française consécutive, donc la Coupe était définitivement attribuée à la France. 
Le 11 octobre 1920 Sadi-Lecointe portait le record de vitesse à 296,6 km/h, couvrant une base de 1 km à tout juste 10 m d’altitude. Ce record, qui appartenait depuis la veille seulement à de Romanet, fut porté à 302,529 km/h six jours plus tard. Sadi-Lecointe devenait donc, avec son NiD.29V, le premier pilote à passer les 300 km/h.
De Romanet ayant repris son record, Sadi-Lecointe décida d’appliquer au NiD 29V les modifications apportées au SPAD de son concurrent plus une : le pare-brise et l’appuie-tête du cockpit furent supprimés, le siège du pilote abaissé, un panneau coulissant monté pour fermer l’ouverture et des panneaux vitrés montés sur les flancs du fuselage pour procurer au pilote un minimum de visibilité. Le revêtement fut à nouveau poncé et un des deux radiateurs Lamblin supprimé. Malgré une météo exécrable Sadi-Lecointe atteignit 313,043 km/h le 12 décembre, couvrant la base de 1 km à 4 m d’altitude à peine. 
Rebaptisé Nieuport-Delage 29Vbis, cet appareil aurait dû participer à l’édition 1921 du Derby Aérien britannique en juillet 1921, mais il fut détruit à l’atterrissage en avril, Sadi-Lecointe sortant de l’épave avec seulement un bras cassé. Ce qui ne l’empêcha pas, le 4 septembre suivant, de remporter le Grand Prix d’Aviation d’Italie, couru à Brescia, chronométré à 280 km/h sur l’ancien « 10 » de la Coupe Gordon Bennett.
L’édition 1921 de la Coupe Deutsch de la Meurthe fut l’occasion pour Fernand Lasne, nouvellement arrivé chez Nieuport, de prendre le départ sur un Nieuport 29V avec le numéro de course « 5 ». Il se classe second à 257,2 km/h, derrière le Nieuport-Delage Sesquiplan (en) de Kirsch.
1922 vit encore le NiD.29V figurer une fois au palmarès d’une épreuve de vitesse, Fernand Lasne remportant la Coupe Deutsch de la Meurthe avec le numéro « 4 » à 289 km/h.

## Utilisateurs
- Argentine : Une poignée de Nieuport 29 furent livrés par la France. Le Grupo de Aviación 1 les retira rapidement du service en raison de problèmes de maintenance[17].

- Belgique : Une licence de production pour 87 appareils à réaliser par SABCA fut achetée avec un lot de 20 biplans neufs construits en France. Mis en service en janvier 1924, le Nieuport 29 fut utilisé par les 9e et 10e escadrilles jusqu’en octobre 1926, ainsi que quelques NiD-29 ET.1 d’entrainement à la chasse à moteur Hispano-Suiza de 180 ch.

- Chine : En 1937 l’armée de l’air du Guangxi dispose de 9 NiD-29, des Nakajima Ko. 4 livrés en 1934/35 par le Japon[18]. Ils furent transférés en août 1937 au Gouvernement central.

- Espagne : Organisé en mars 1923 par le Servicio de Aeronáutica, le Concours international de Madrid fut l’occasion pour Nieuport de présenter ses NiD.29C-1, NiD.29bis et Ni DC-1. Les deux premiers réalisèrent des présentations très remarquées. Une quarantaine de Nieuport 29C-1 furent livrés à Getafe et dès la fin de la même année ils y constituèrent une escadrille. Au cours de l’été 1924 huit de ces appareils furent transférés à Melilla pour y remplacer des Martinsyde F.4 Buzzard[13]. Ils regagnèrent Getafe en novembre 1925. Les Nieuport espagnols furent replacés en 1931 par des Nieuport 52.

- France : 300 exemplaires furent commandés en 1920, les premiers appareils de série étant mis en service courant 1922 par les escadrilles de chasse du 33e régiment aérien mixte stationné en Allemagne : SPA 37, SPA 81 et SPA 93[5]. Suivirent les escadrilles des 2e et 3e régiments d’aviation, respectivement stationnés à Strasbourg et Châteauroux. Conscient des limites de l’appareil, l’État-major passa commande de 80 SPAD 81 et de 80 Dewoitine D.1 en 1923, tandis que le STAé organisait un concours d’avions de chasse en 1924 qui n’aboutit pas. Le SPAD 81 étant affecté d’une fragilité excessive du train d’atterrissage, il fallut se résoudre à commander 400 Nieuport supplémentaires en 1925. À la fin de l’année l’Armée de l’air avait pris en compte environ 250 appareils, équipant 25 escadrilles de chasse[1]. Les derniers Nieuport 29 furent livrés en 1926. Leur remplacement en première ligne par d'autres chasseurs Nieuport, NiD.42 puis NiD.62, débuta en 1928.
Le Nieuport 29 resta un chasseur de temps de paix, mais en 1925 une section de trois NiD.29B-1 fut constituée à Casablanca sous la direction de Sadi-Lecointe pour participer aux opérations de répression de la guérilla dans le Rif.

- Italie : Après avoir acheté six appareils en France (immatriculés MM34/37 et MM58/59) en 1923, une licence de fabrication pour 175 appareils à produire par Macchi et Caproni. 50 exemplaires (MM1000/1049) furent livrés par Macchi entre août 1923 et juin 1924 et 50 par Caproni (MM1050/1099) entre août 1923 et juin 1924[17]. 60 exemplaires supplémentaires (MM1100/11059) furent produits à parts égales par les deux constructeurs en 1924, permettant d’équiper 6 escadrilles : 70a, 74a, 75a (23 Gruppo), 76a, 84a et 91a (7 Gruppo). Retirés de première ligne en 1927, les Nieuport furent relégués aux écoles, mais Macchi devait produire encore 15 exemplaires (MM1700/1714) en 1929 pour compenser les pertes en service.

- Japon : Après avoir importé un nombre indéterminé de NiD-29 en 1923 pour remplacer ses Hei. 1 (SPAD S.XIII) et Nakajima Ko. 3, Nakajima acheta une licence de production en 1924, livrant 608 exemplaires jusqu’en janvier 1932, des modifications locales étant apportées au modèle d’origine en cours de production. Mis en service en 1925 comme Nakajima Ko. 4, le Nieuport 29 fut pendant 10 ans le chasseur standard de l’armée nippone, bien que peu apprécié par les pilotes, qui lui reprochait une trop grande vitesse d’atterrissage et un moteur peu fiable. Trois escadrilles du 3e régiment aérien, deux escadrilles des 1er et 4e régiment aérien et une escadrille des 7e et 8e régiment aérien furent équipées de ce monoplace. Ils furent progressivement retirés de première ligne à partir de 1933, même si un certain nombre participèrent au conflit sino-japonais en Mandchourie et à Shanghai, sans rencontrer de réelle opposition. Remplacés par le Nakajima Type 91, les biplans Nieuport furent transférés aux écoles de pilotage, qui les conservèrent jusqu’en 1937 ou vendus à quelques opérateurs civils. Quelques Ko. 4 furent également vendus à l’armée de l’air du Guangxi en 1934/35.

- Siam : Le 1er groupe de chasse fut équipé à partir de 1920 d’une dotation mixte de SPAD S.XIII et de Nieuport 29. Ces derniers volaient encore en 1940.

- Suède : 10 NiD-29 furent achetés en 1926 pour la Flygvapnet et mis en service avec la désignation J2 par l’escadrille F3, stationnée à Malslatt. Dès 1928 ils furent transférés à une unité d’école, la F5 de Ljungbyhed.